# Guarapuava
Guarapuava város Brazíliában, Paraná államban. Lakosainak száma 182 093 fő (2022). Guarapuava Campina do Simão, Candói, Pinhão, Cantagalo, Paraná, Goioxim, Inácio Martins, Irati, Prudentópolis és Turvo, Paraná községekkel határos.

## Népesség
A település népességének változása:
| Lakosok száma | 155 161 | 167 328 | 182 644 | 183 755 | 182 093 |
|               | 2000    | 2010    | 2020    | 2021    | 2022    |